# Eusebius Graf von Truchseß
Eusebius Graf von Truchseß (1631-1713) est un jésuite et théologien bavarois.

## Biographie
Il étudia au Collège romain (1648-1655) sous la direction de Martin de Esparza Artieda et Pietro Sforza Pallavicino. Il retourna ensuite en Allemagne pour enseigner à l'Université d'Ingolstadt (1658-1666), puis sur la chaire de controverses théologiques à Munich. Il a également été Provincial de Haute-Allemagne (1682-1686), puis Assistant du Tirso González de Santalla pour l'Allemagne à Rome (1687-1696). Fortement influencé par Antonio Pérez, il cite également positivement la philosophie de Descartes.

## Œuvres

### Manuscrits
- Cursus philosophicus (1663-1665), München BSB, Ms.

### Œuvres imprimées
- Quodlibetica philosophica ex prælectionibus in alma Universitate Ingolstadiensi, 3 vol., 1662.